# Futurecop!
Futurecop! est un groupe de musique électronique originaire de Manchester. Créé en 2007, le groupe est composé de Manzur Iqbal et Peter Carrol.

## Carrière
Le groupe signe en 2009 avec le label Iheartcomix puis avec Southern Fried Records pour leur premier album (considéré davantage comme un EP The Unicorn & the Lost City of Alvograth. S'ensuivent des concerts sur de nombreuses scènes en Australie, USA, Suède, France, Allemagne, Espagne, Royaume-Uni, et dans plusieurs festivals comme le Winter Music Conference, le SXSW Festival ou le The Big Chill Festival.
En 2010, le groupe sort son premier album The Remixes <3 avec le label indépendant Kiez Beats .
En 2010 toujours, le groupe est approché par le label japonais Cluster Sounds afin d'enregistrer son deuxième album : it's Forever, Kids.
En 2011, Futurecop! réalise un deuxième EP, The Adventures of Starpony, avec le label The Sleepover Party .
En 2012, le groupe resigne avec le label Kiez Beats  pour son troisième album The Movie.
En 2013, le groupe sort l'album Hopes, Dreams and Alienation.

## Discographie

### Albums
- 2010 : The Remixes <3
- 2010 : It's Forever, Kids
- 2012 : The Movie
- 2013 : Hopes, Dreams and Alienation
- 2014 : Fairy Tales
- 2015 : Fairy Tales: Remixed
- 2016 : The Lost Tapes : Compilation Album
- 2017 : Return to Alvograth
- 2019 : Voltrana
- 2022 : From Oceans Within
- 2023 : Between The Moon And Stars

### EP
- 2009 : The Unicorn & the Lost City of Alvograth
- 2011 : The Adventures of Starpony